# TIN
TIN (Triangulated Irregular Network) – typ obiektu w systemach GIS, który reprezentuje informację o terenie. 
TIN jest rozwiązaniem kompromisowym (posiadającym zalety wektora oraz rastra). Dana płaszczyzna odwzorowywana jest za pomocą sieci nieregularnych trójkątów, gdzie wierzchołki tych trójkątów to punkty z informacją (atrybutem), a powierzchnie trójkątów są pochodną tych atrybutów (np. nachylenie bądź ekspozycja).